# Australian Championships 1968
Turniej tenisowy Australian Championships, dziś znany jako wielkoszlemowy Australian Open, rozegrano w 1968 roku w Melbourne w dniach 19 - 29 stycznia.

## Zwycięzcy

### Gra pojedyncza mężczyzn
- Bill Bowrey (AUS) - Juan Gisbert (ESP) 7:5, 2:6, 9:7, 6:4

### Gra pojedyncza kobiet
- Billie Jean King (USA) - Margaret Smith Court (AUS) 6:1, 6:2

### Gra podwójna mężczyzn
- Dick Crealy (AUS)/Allan Stone (AUS) - Terry Addison (AUS)/Ray Keldie (AUS) 10:8, 6:4, 6:3

### Gra podwójna kobiet
- Karen Krantzcke (AUS)/Kerry Reid (AUS) - Judy Tegart Dalton (AUS)/Lesley Turner Bowrey (AUS) 6:4, 3:6, 6:2

### Gra mieszana
- Billie Jean King (USA)/Dick Crealy (AUS) - Margaret Smith Court (AUS)/Allan Stone (AUS) walkower